# Платт-Вудс (Міссурі)
Платт-Вудс (англ. Platte Woods) — місто (англ. city) в США, в окрузі Платт штату Міссурі. Населення — 394 особи (2020).

## Географія
Платт-Вудс розташований за координатами 39°13′44″ пн. ш. 94°39′8″ зх. д. / 39.22889° пн. ш. 94.65222° зх. д. (39.228782, -94.652214).  За даними Бюро перепису населення США в 2010 році місто мало площу 0,96 км², уся площа — суходіл.

## Демографія
Згідно з переписом 2010 року, у місті мешкало 385 осіб у 163 домогосподарствах у складі 113 родин. Густота населення становила 400 осіб/км².  Було 173 помешкання (180/км²).
Расовий склад населення:
| - 95,1 % — білих - 2,1 % — азіатів - 0,5 % — корінних американців - 0,5 % — чорних або афроамериканців |

До двох чи більше рас належало 1,8 %. Частка іспаномовних становила 3,6 % від усіх жителів.
За віковим діапазоном населення розподілялося таким чином: 19,7 % — особи молодші 18 років, 56,4 % — особи у віці 18—64 років, 23,9 % — особи у віці 65 років та старші. Медіана віку мешканця становила 49,8 року. На 100 осіб жіночої статі у місті припадало 98,5 чоловіків;  на 100 жінок у віці від 18 років та старших — 88,4 чоловіків також старших 18 років.
Середній дохід на одне домашнє господарство  становив 91 008 доларів США (медіана — 75 000), а середній дохід на одну сім'ю — 99 050 доларів (медіана — 81 250). За межею бідності перебувало 4,1 % осіб, у тому числі 0,0 % дітей у віці до 18 років та 0,0 % осіб у віці 65 років та старших.
Цивільне працевлаштоване населення становило 242 особи. Основні галузі зайнятості: освіта, охорона здоров'я та соціальна допомога — 20,2 %, науковці, спеціалісти, менеджери — 17,4 %, роздрібна торгівля — 14,9 %.